# Mane Tandilian
Mane Tandilian ou Tandilyan (en arménien : Մանե Թանդիլյան), née le 3 avril 1978, est une historienne et femme politique arménienne, députée, ministre.
Elle est membre de l'Assemblée nationale d'Arménie, et ministre du Travail et des Affaires sociales de mai 2018 jusqu'à sa démission le 14 novembre 2018. Elle est ensuite de nouveau députée à l'Assemblée nationale d'Arménie, puis nommée en décembre 2020 ministre du Travail et des Affaires sociales de l'État du Haut-Karabagh.

## Biographie

### Jeunesse, formation
Née le 3 avril 1978 à Alaverdi dans le nord de l'Arménie, Mane Tandilian est diplômée en histoire de l'université pédagogique d’État d’Arménie en 1999. Trois ans plus tard, elle obtient un diplôme en commerce à l'Université américaine d'Arménie et une maîtrise en administration des affaires,.

### Débuts professionnels
Après avoir été pédagogue et enseignante, Mane Tandilian devient analyste financière. Elle travaille de 2003 à 2004 pour Garni Investment & Development, puis dans les services comptables de Ararat Gold Ricardo Company en 2004, et dirige les services comptables de Mentor Graphics Development Service, comme chef comptable, de 2006 à 2008. Elle est ensuite chef comptable et adjointe au directeur financier de l'entreprise Synopsys Armenia.
En 2005, elle fonde le Conseil arménien du Mouvement européen international, et en prend la direction.

### Carrière politique
Mane Tandilian est membre du parti Arménie lumineuse depuis le 15 décembre 2015. Elle devient secrétaire du conseil de ce parti le 22 décembre 2017.
Lors des élections législatives de 2017, elle est élue membre de l'Assemblée nationale, pour la sixième législature, au sein de la coalition Alliance « La sortie »,. Elle est vice-présidente de la Commission permanente des questions financières et budgétaires de l'Assemblée nationale.
Le 11 mai 2018, après la révolution de velours, elle est nommée ministre du travail et des affaires sociales d'Arménie dans le gouvernement Pachinian I. Elle s'oppose à l'introduction de la composante obligatoire du système de retraite cumulative par le gouvernement, et elle remet sa démission le 12 juin 2018,. Mais le Premier ministre Pashinyan refuse le 21 juin qu'elle démissionne ; elle doit assurer la suite de son mandat ministériel,.
Le 14 novembre 2018, elle démissionne de son poste de ministre du Travail et des Affaires sociales pour participer le 9 décembre suivant aux élections législatives de 2018 ; elle obtient de nouveau un siège à l'Assemblée nationale. Elle est élue le 18 janvier 2019 présidente de la commission permanente des questions financières et budgétaires de l'Assemblée nationale. Elle démissionne du Parlement en août 2020 pour raisons de santé.
Elle dirige le parti Pays de vie depuis août 2021.
Elle est nommée le 2 décembre 2020 ministre du Travail et des Affaires sociales du Haut-Karabagh (Artsakh),. Le président Arayik Haroutiounian la reçoit le jour même pour lui préciser le programme à appliquer dans le contexte socio-économique difficile.

### Vie privée
Mane Tandilian est mariée, mère de deux enfants.